# Drugstore Cowboy
Drugstore Cowboy (Drogas, amor y muerte en Argentina) es una película estadounidense dramática de 1989 dirigida por Gus Van Sant, protagonizada por Matt Dillon y basada en la novela autobiográfica de James Fogle, un ladrón y asaltante de farmacias.

## Argumento
Bob Hughes (Matt Dillon) lidera una banda de cuatro delincuentes toxicómanos que recorre Estados Unidos atracando farmacias para cubrir su adicción a las drogas.
Bob es un tonto supersticioso, al igual que su mujer Diane (Kelly Lynch), así el día que Nadine (Heather Graham) y Rick (James LeGros) les proponen comprar un perro, Bob se enfada pues cree que el simple hecho de mencionar a un perro ya trae 30 días de mala suerte y así les avisa que tampoco dejen un sombrero encima de una cama, pues eso serían 15 años de mala suerte.
Así, tras un atraco a una farmacia por parte de Bob, Rick y Nadine, esta última comete un error que enfurece a Bob. Por ello Nadine decide dejar un sombrero encima de una cama antes de un gran atraco en el que no está invitada a participar, para demostrar a Bob que sus supersticiones son una tontería.
Durante el atraco, Bob es sorprendido y tiene que ocultarse toda la noche, por ello Rick y Diane vuelven a casa creyendo que lo han atrapado y descubren el cuerpo inerte de Nadine, que ha fallecido debido a una sobredosis (pese a que hasta ese momento era la que menos consumía del grupo). Cuando Bob llega a casa poco después de ellos, descubre lo sucedido y el sombrero encima de la cama. Al día siguiente, el dueño del motel donde se hospedan les avisa de que tienen que dejar la habitación debido a una convención de policías que se celebrará en la ciudad, por lo que todas las habitaciones del motel se encuentran reservadas.
Ese día Bob decide dejar las drogas y el camino de la delincuencia, algo que no le hace ninguna gracia a Diane, su esposa y compañera de siempre, quien no desea dejar las drogas. Por ello Bob vuelve a su ciudad natal (tras enterrar el cuerpo de Nadine en un bosque) donde se apunta a un programa de metadona y encuentra un trabajo. Tras pasar un tiempo en su ciudad recibe una visita inesperada de Diane, que le desea suerte. Acto seguido, unos antiguos conocidos de Bob a los que solía timar, afectados por el síndrome de abstinencia, van a su casa en busca de drogas, creyendo que este aún posee algo. Al no encontrar nada, le disparan, y mientras es llevado por una ambulancia al hospital piensa en los aciertos y errores de su vida, deseando que, más allá de ellos, pueda sobrevivir a todo lo acontecido.